# 香春岳城
香春岳城（かわらだけじょう）は、福岡県田川郡香春町大字香春にあった日本の城（山城）。香春岳にあり、天然の要害に守られ、難攻不落の城として知られていた。交通の要衝でもあり、度々争奪戦の的となっていたが、江戸時代に一国一城令により取り壊され廃城となった。